# Пронское (Московская область)
Пронское — деревня в Одинцовском районе Московской области России. Входит в сельское поселение Никольское. В деревне числятся 7 улиц и 4 садовых товарищества. До 2006 года Пронское входило в состав Шараповского сельского округа.
Деревня расположена на юго-западе района, в 6 км к северу от города Кубинки, на правом берегу реки Сетуни, высота центра над уровнем моря — 180 м.
Впервые в исторических документах деревня встречается в писцовой книге 1556 года, как село Васильевское (по когда-то существовавшей церкви Василия Кесарийского), вотчина боярина Пронского с храмом Дмитрия Солунского. В 1656 году в селе была построена другая, Покровская церковь, и оно стало называться Покровским-Пронским, по переписи 1678 года в селе были двор помещика, 15 крестьянских дворов (71 человек) и 5 бобыльских дворов — 13 жителей. По Экономическим примечаниям 1800 года в селе Покровском, Пронском тож было 26 дворов, 153 души мужского и 156 женского, деревянная Покровская церковь и деревянный двухэтажный господский дом со службами. На 1852 год в сельце Пронское числилось 88 мужчин и 100 женщин, в 1890 году — 316 человек. По Всесоюзной переписи 17 декабря 1926 года числилось 74 хозяйства и 361 житель, начальная школа и сельсовет, по переписи 1989 года — 21 хозяйство и 31 житель. 1888 год построена  каменная Часовня Покрова Пресвятой богородицы ( в память о 17 октября 1888 года. Крушение Царского Поезда АЛЕКСАНДРА III.) позже использовалась, как зернохранилище совхоза XXII съезда КПСС. (разрушена в середине XX века). На берегу реки Мащенка, протекающей вдоль деревни, 5 июня 2010 года заложен Храм Преподобного Сергия Радонежского Патриаршее Подворье ( Настоятель Протоиерей Георгий ( Студенов), 2015 год Приписка Храма прп. Сергия  к Храму Святителя Николая Мирликийского в селе Никольское, Патриаршее подворье Настоятель Иерей Кирилл (Ошаров).В 2016 году построена Купель на Святом Источнике в честь Иконы Божией Матери НЕУПИВАЕМАЯ ЧАША, На острове у Купели возведена условная могила Ивану Ивановичу Турунтаю Пронскому.

## Население
| 2002 | 2006 | 2010 |
| ---- | ---- | ---- |
| 21   | →21  | ↗34  |